# Ionotrope receptor
Ionotrope receptoren zijn eiwitten in het celmembraan. Ze bevatten zowel een ionkanaal, een poortje waar ionen doorheen kunnen stromen, als een receptor, een bindingsplek waar één specifieke stof (een ligand) aan kan binden. Ionotrope receptoren worden ook wel 'kanaalgebonden receptoren' of 'ligandafhankelijke ionkanalen' genoemd.
Het ionkanaal van een ionotrope receptor kan open of gesloten zijn. In een gesloten toestand blokkeert het ionkanaal de stroming van ionen door het kanaal. Het open dan wel gesloten zijn van het ionkanaal van een ionotrope receptor is afhankelijk van de binding van een ligand aan de receptor. Een ligandbinding verandert namelijk de vorm van de ionotrope receptor, waardoor het ionkanaal geopend of gesloten wordt.

## Functie
De ionen die door het ionkanaal van de ionotrope receptor stromen, passeren het membraan van een cel. Op deze manier stromen ionen de cel in of uit. Doordat ionen elektrisch geladen zijn, veroorzaakt het stromen van de ionen door het celmembraan een verandering in de elektrische lading binnen de cel, ten opzichte van buiten de cel. Deze verandering in de elektrische lading zorgt ervoor dat het membraanpotentiaal, de elektrische spanning over het membraan, verandert. In het geval van zenuwcellen kan een bepaalde verandering in de waarde van het membraanpotentiaal (een depolarisatie (biologie)) een elektrisch signaal (een actiepotentiaal) veroorzaken.
Ionotrope receptoren zijn voornamelijk aanwezig in synapsen

in het centraal zenuwstelsel. In een synaps worden signalen van een zenuwcel doorgegeven aan een volgende zenuwcel. Hiervoor worden neurotransmitters gebruikt, die afgegeven worden door een zenuwcel en aan de receptoren van een volgende zenuwcel binden. Bepaalde neurotransmitters (bijvoorbeeld acetylcholine, glutamaat, GABA en glycine) kunnen binden aan ionotrope receptoren. Wanneer een neurotransmitter aan een ionotrope receptor bindt, wordt de stroming van ionen door het ionkanaal beïnvloed. Hierdoor verandert het membraanpotentiaal van de zenuwcel, wat een actiepotentiaal kan veroorzaken. Ionotrope receptoren kunnen niet zelfstandig een actiepotentiaal produceren, maar hebben hiervoor andere ionkanalen nodig, namelijk spanningsafhankelijke ionkanalen (zie ionkanaal).
Voor het doorgeven van signalen tussen zenuwcellen worden naast ionotrope receptoren ook 'metabotrope receptoren' gebruikt. Deze metabotrope receptoren, ook wel G-eiwit gekoppelde receptoren genoemd, bevatten geen ionkanaal, maar beïnvloeden indirect, met behulp van een G-eiwit, een ionkanaal en daardoor ook het membraanpotentiaal van een zenuwcel.

## Soorten
Er bestaan verschillende soorten ionotrope receptoren. Ze worden van elkaar onderscheiden op de volgende twee punten:
- Iedere ionotrope receptor heeft een bindingsplek voor slechts één specifieke neurotransmitter.
- Het ionkanaal van een iontrope receptor laat alleen specifieke ionen door.

Het laatste punt, het doorlaten van alleen specifieke ionen, bepaalt de mate waarin een ionotrope receptor het ontstaan van een actiepotentiaal beïnvloedt. Sommige ionotrope receptoren veroorzaken een depolarisatie van het membraanpotentiaal, terwijl andere ionotrope receptoren een hyperpolarisatie van het membraanpotentiaal veroorzaken. In het geval van een hyperpolarisatie wordt de kans op het ontstaan van een actiepotentiaal kleiner. Hierdoor wordt het doorgeven van een signaal in een zenuwcel geremd.